# Otto Krauß (Intendant)

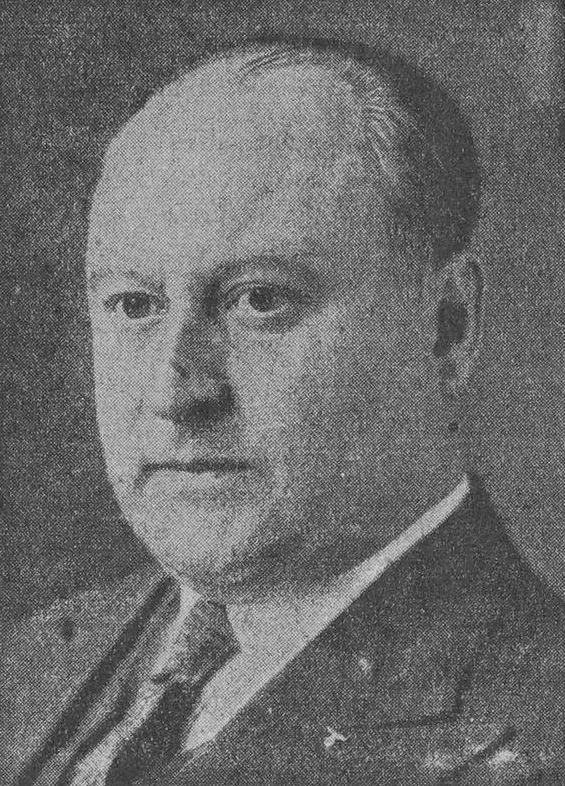
Otto Krauß, um 1937

Otto Krauß (* 5. April 1890 in Heilbronn; † 16. November 1966 ebenda) war ein deutscher Regisseur und Theaterintendant. 

## Leben und Wirken
Er war der Sohn des Heilbronner Theaterdirektors Konrad Krauß und schlug eine künstlerische Ausbildung zum Kapellmeister, Schauspieler und Sänger ein. Er war u. a. als Spielleiter am Stadttheater Rostock und an der Oper Nürnberg tätig. Zum 1. März 1932 trat er der NSDAP bei (Mitgliedsnummer 998.186). Krauß wurde am 27. März 1933 als Nachfolger von Albert Kehms neuer Generalintendant der Württembergischen Staatstheater Stuttgart. Er war Mitglied im Kampfbund für deutsche Kultur und entließ alle jüdischen Künstler oder die nach der NS-Ideologie als Juden galten, darunter die Schauspieler Max Marx, Heinz Rosenthal und Fritz Wisten, der Sänger Hermann Weil, die Chorsängerin Elsa Reder und der Regisseur Harry Stangenberg sowie die Ballerina Suse Rosen. Seit 1934 war er Professor ehrenhalber.
Joseph Goebbels ernannte ihn am 15. November 1935 zum Mitglied des Reichskultursenats. Gleichzeitig war er Mitglied des Präsidialrats der Reichstheaterkammer. 1937 wechselte er als Intendant an die Städtischen Bühnen Düsseldorf, wo er bis gegen Kriegsende 1945 wirkte. Mindestens von 1949 bis 1952 war er Intendant am Theater der Stadt Koblenz. 1957 zog er nach Neuwied, dann nach Willsbach und 1961 in seine Geburtsstadt Heilbronn.